# Comité Olímpico de Granada
El Comité Olímpico de Granada (GRN) (en inglés: Grenada Olympic Committee) es el ente rector del deporte en Granada y militante del Comité Olímpico Internacional y la ODEPA.

## Historia
La entidad fue creada en 1984 y en ese mismo año se une al Comité Olímpico Internacional y la ODEPA, y es la entidad que se encarga del desarrollo del deporte en el país y de la preparación de los atletas en los programas de deporte olímpico.